# LXC

LXC está soportado por libvirt

LinuX Containers, también conocido por el acrónimo LXC, es una tecnología de virtualización a nivel de sistema operativo para Linux. LXC permite que un servidor físico ejecute múltiples instancias de espacios de usuario aislados, conocidos como jaulas, Servidores Privados Virtuales o Entornos Virtuales (EV). LXC no provee de una máquina virtual, más bien provee un entorno virtual que tiene su propio espacio de procesos y redes.
Es similar a otras tecnologías de virtualización en el nivel de SO como OpenVZ y Linux-VServer, asimismo se asemeja a aquellas de otros sistemas operativos como FreeBSD jail y Solaris Containers.
LXC se basa en la funcionalidad cgroups del Linux que está disponible desde la versión 2.6.29, desarrollada como parte de LXC. También se basa en otras funcionalidades de aislamiento de espacio de nombres, que fueron desarrolladas e integradas dentro de la línea principal del núcleo Linux.
LXC proporciona una serie de herramientas  que permiten controlar las jaulas (lxc-create, lxcd-start, lxc-ls, lxc-stop, lxc-clone, lxc-info, lxc-webpanel,...), herramientas para gestión de plantillas de contenedores y APIs que permiten interaccionar con LXC desde lenguajes como python, Go, Ruby, Haskell o Lua.

## Resumen
LXC fue inicialmente desarrollado por IBM, como parte de una colaboración entre varias partes que pretenden añadir espacios de nombres al núcleo. Proporciona virtualización a nivel de sistema operativo a través de entorno virtual